# Волк, Степан Степанович
Степан Степанович Волк (24 декабря 1921 — 14 августа 1993) — доктор исторических наук, профессор. Участник Великой Отечественной войны, кавалер трёх боевых орденов и четырёх медалей.

## Биография
Степан Степанович Волк родился в 1921 году в семье военного. В 1938 году поступил в Ленинградский Политехнический институт. В 1941 году учился на историческом факультете Ленинградского государственного университета. Когда началась Великая Отечественная война, стал внештатным корреспондентом фронтовых газет Ленинградского фронта. После окончания войны, продолжил учёбу. В 1949 году окончил университет. В 1950 году защитил кандидатскую диссертацию. В 1965 году защитил докторскую диссертацию и получил учёную степень доктора исторических наук. С 1969 по 1974 год был сотрудником кафедр философии и научного коммунизма в Московском технологическом институте, Ленинградском электротехническом институте и Ленинградском государственном университете.
После выхода на пенсию продолжал научную и преподавательскую деятельность.
Степан Степанович Волк умер в 1993 году.

Могила Волка на Северном кладбище Санкт-Петербурга.

## Основные работы
- «Исторические взгляды декабристов» (1958)
- «Революционное народничество» в 2-х томах (1965);
- «Народная воля» (1966);
- «Октябрь шагает по планете» (1967);
- «В. И. Ленин и русская общественно-политическая мысль XIX-начала XX в.» (1969);
- «Карл Маркс и русские общественные деятели» (1969);
- «„Их вечен с вольностью союз“: Критика и публицистика декабристов» (1983).

## Награды
- Орден «Красной Звезды»;
- Орден «Отечественной Войны» I степени";
- Орден «Отечественной Войны» II степени";
- Медаль «За оборону Ленинграда»;
- Медаль «За освобождение Варшавы»;
- Медаль «За взятие Берлина»;
- Медаль «За победу над Германией в Великой Отечественной войне 1941—1945 гг.».